# Muthuganne, Belur
Muthuganne là một làng thuộc tehsil Belur, huyện Hassan, bang Karnataka, Ấn Độ.